# سینمای سامورایی

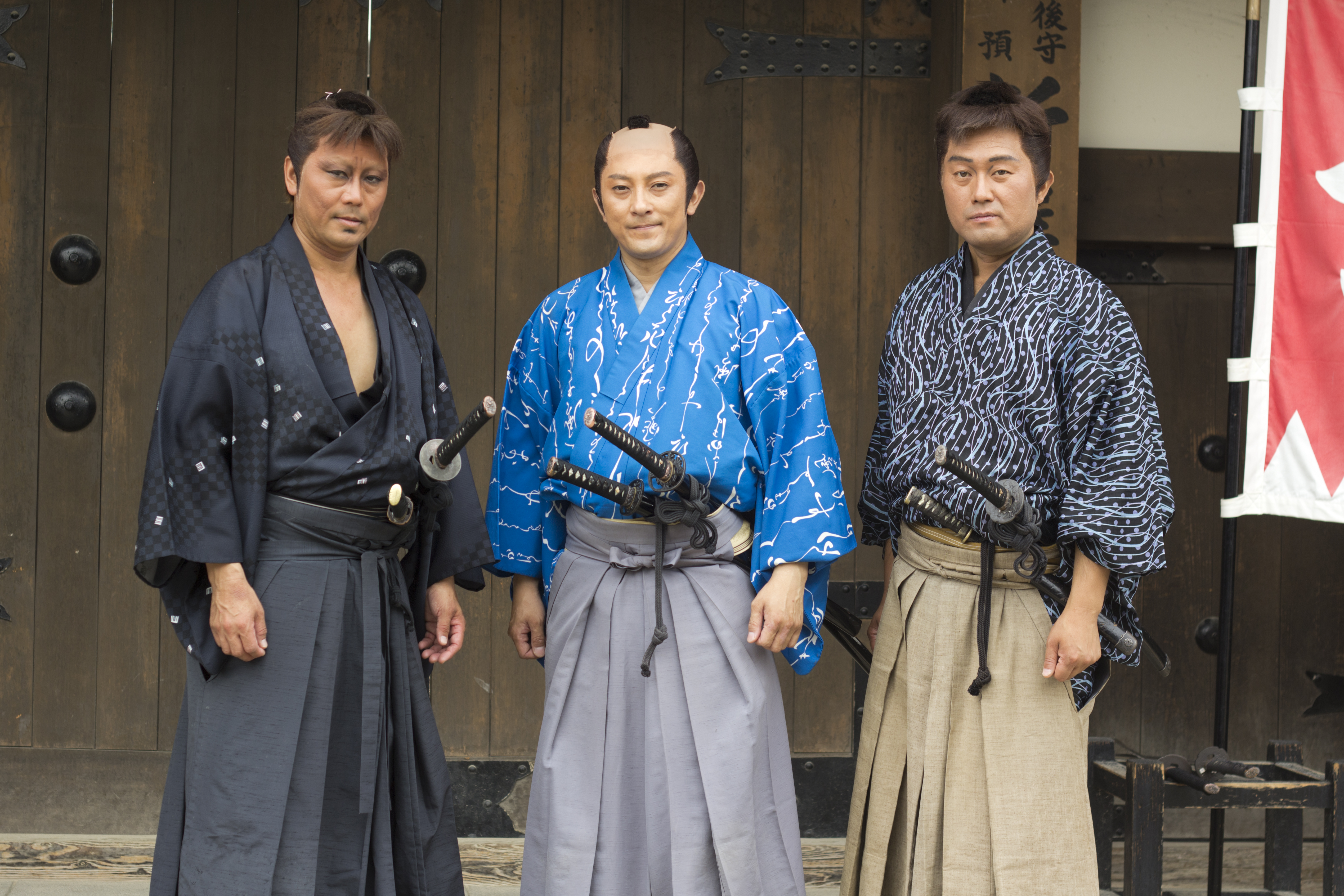
بازیگران نقش‌های سامورایی و رونین در کیوتو

سینمای سامورایی (انگلیسی: Samurai cinema) یا چانبارا (به ژاپنی: チャンバラ) به معنی فیلم مبارزه با شمشیر، نشان‌دهنده سبکی از سینمای ژاپن است که به زبان انگلیسی به نام سینما سامورایی شناخته می‌شود و تقریباً با سینمای وسترن و فیلم پرزدوخورد آن معادل است. چانبارا یک بخش فرعی از جیدایگکی یا درام دوره تاریخی است. جیدایگکی ممکن است یک داستان در یک دوره تاریخی را به تصویر بکشد، هرچند که برخلاف چانپارا لزوماً یک شخصیت سامورایی و فن شمشیر بازی در محور داستان آن نیست.

## فهرست فیلم‌های برجسته سامورایی
| عنوان | کارگردان          | تاریخ انتشار                           | نظرات |
| --- | ----------------- | -------------------------------------- | --- |
| اوروچی | فوتاگاوا بونتارو  | ۱۹۲۵                                   | |
| بشریت و بالن کاغذی                                                                                                  | یاماناکا سادائو   | ۱۹۳۷                                   | |
| ۴۷ رونین | کنجی میزوگوچی     | ۱۹۴۱                                   | |
| جاکومون و تتسو | تانیگوچی سنکیچی   | ۱۹۴۹-۰۷-۱۱                             | |
| راشومون | آکیرا کوروساوا    | ۱۹۵۰-۰۸-۲۵                             | |
| خاتمه نبرد تن به تن کوجیرو ساساکی در جزیره گانریو                                                                   | هیروشی ایناگاکی   | ۱۹۵۱-۱۰-۲۶                             | این اولین بار است که توشیرو میفونه نقش موساشی میاموتو را ایفا می‌کند.                                                 |
| انتقام‌گیری برای یک سامورایی                                                                                         | کازوئو موری       | ۱۹۵۲-۰۱-۰۳                             | |
| دروازه جهنم | تینوسوکه کینوگاسا | ۱۹۵۳-۱۰-۳۱                             | |
| هفت سامورایی | آکیرا کوروساوا    | ۱۹۵۴-۰۴-۲۶                             | |
| سه‌گانه سامورایی - سامورایی ۱: موساشی میاموتو - سامورایی ۲: دوئل در معبد ایچی‌جوجی - سامورائی ۳: دوئل در جزیره گان‌ریو | هیروشی ایناگاکی   | - ۱۹۵۴-۰۹-۲۶ - ۱۹۵۵-۰۷-۱۲ - ۱۹۵۶-۰۱-۰۱ | |
| سریر خون | آکیرا کوروساوا    | ۱۹۵۷-۰۱-۱۵                             | یک نسخه ژاپنی از مکبث.                                                                                               |
| دژ پنهان | آکیرا کوروساوا    | ۱۹۵۸-۱۲-۲۸                             | الهام بخش کلیدی برای جنگ ستارگان                                                                                     |
| زندگی یک شمشیرباز ماهر                                                                                              | هیروشی ایناگاکی   | ۱۹۵۹-۰۴-۲۸                             | |
| یوجیمبو یا بادی‌گارد                                                                                                 | آکیرا کوروساوا    | ۱۹۶۱-۰۴-۲۵                             | به خاطر یک مشت دلار بر اساس این فیلم بود.                                                                            |
| سانجورو | آکیرا کوروساوا    | ۱۹۶۲-۰۱-۰۱                             | |
| هاراکیری | ماساکی کوبایاشی   | ۱۹۶۲-۰۹-۱۶                             | موفق به کسب جایزه در جشنواره فیلم کن.                                                                                |
| چوشینگورا | هیروشی ایناگاکی   | ۱۹۶۲-۱۱-۰۳                             | |
| سه یاغی سامورایی | هیدئو گوشا        | ۱۹۶۴                                   | |
| ۱۳ آدم‌کش (فیلم ۱۹۶۳)                                                                                                | ای‌ایچی کودو       | ۱۹۶۳                                   | |
| شمشیر دیو | هیدئو گوشا        | ۱۹۶۵                                   | |
| سامورایی قاتل | کی‌هاچی اوکاموتو   | ۱۹۶۵                                   | |
| شمشیر عذاب | کی‌هاچی اوکاموتو   | ۱۹۶۶                                   | |
| ماجرای قلعه کیان | تانیگوچی سنکیچی   | ۱۹۶۶                                   | |
| شورش سامورایی | ماساکی کوبایاشی   | ۱۹۶۷                                   | برنده جایزه در جشنواره فیلم ونیز                                                                                     |
| بکش! | کی‌هاچی اوکاموتو   | ۱۹۶۸                                   | |
| پرچم‌های سامورایی | هیروشی ایناگاکی   | ۱۹۶۹                                   | |
| شیر قرمز | کی‌هاچی اوکاموتو   | ۱۹۶۹                                   | |
| گروه آدمکشان | ساواشیما تاداشی   | ۱۹۶۹                                   | |
| گیوکین | هیدئو گوشا        | ۱۹۶۹                                   | |
| هیتوکیری | هیدئو گوشا        | ۱۹۶۹                                   | |
| مأموریت: قلعه آهن                                                                                                   | کازوئو موری       | ۱۹۷۰                                   | |
| زاتوایجی و یوجینبو                                                                                                  | کی‌هاچی اوکاموتو   | ۱۹۷۰                                   | |
| بلند پروازانه | ایتو دایسوکه      | ۱۹۷۰                                   | |
| حادثه در گذرگاه خون                                                                                                 | هیروشی ایناگاکی   | ۱۹۷۰                                   | |
| سامورایی شوگون | کینجی فوکاساکو    | ۱۹۷۸                                   | |
| سقوط قلعه آکو | کینجی فوکاساکو    | ۱۹۷۸                                   | |
| کاگه‌موشا | آکیرا کوروساوا    | ۱۹۸۰                                   | نامزد بهترین فیلم خارجی اسکار.                                                                                       |
| شمشیر سامورایی | تسوگونوبو کوتانی  | ۱۹۸۱                                   | |
| افسانه هشت سامورایی                                                                                                 | کینجی فوکاساکو    | ۱۹۸۴                                   | |
| آشوب | آکیرا کوروساوا    | ۱۹۸۵                                   | سبک ژاپنی داستان شاه لیر. جایزه اسکار برای بهترین طراحی صحنه و لباس را به دست آورد؛ برنده ۲۵ جایزه دیگر و ۱۵ نامزدی. |
| زاتوایچی | شینتارو کاتسو     | ۱۹۸۹-۰۲-۰۴                             | کارگردان، نوشته شده و با بازی شینتارو کاتسو.                                                                         |
| آسمان و زمین | کودوکاوا کاروکی   | ۱۹۹۱-۰۲-۰۸                             | |
| ۴۷ رونین | کن ایچیکاوا       | ۱۹۹۴                                   | |
| سامورایی گرگ و میش                                                                                                  | یامادا یوجی       | ۲۰۰۲-۱۱-۰۲                             | نامزد بهترین فیلم خارجی اسکار.                                                                                       |
| وقتی آخرین شمشیر کشیده می‌شود                                                                                        | یوجیرو تاکیتا     | ۲۰۰۳-۰۱-۱۸                             | |
| زاتوایچی | تاکشی کیتانو      | ۲۰۰۳-۰۹-۰۲                             | کارگردان و بازیگر تاکشی کیتانو، این فیلم برنده جایزه شیر نقره‌ای در جشنواره فیلم ونیز بود.                            |
| شمشیر پنهان | یامادا یوجی       | ۲۰۰۴-۱۰-۳۰                             | |
| عشق و افتخار | یامادا یوجی       | ۲۰۰۶-۱۲-۰۱                             | |
| ۱۳ آدم‌کش (فیلم ۲۰۱۰)                                                                                                | تاکاشی میکه       | ۲۰۱۰                                   | |
| شمشیر ناامیدی | هیده‌یوکی هیرایاما | ۲۰۱۰-۷-۱۰                              | |
| هاراکیری: مرگ یک سامورایی                                                                                           | تاکاشی میکه       | ۲۰۱۱                                   | |

## بازیگران
- سونی چیبا
- ایچیکاوا رایزو (هشتم)
- شینتارو کاتسو
- تاکشی کیتانو
- ماتسوکاتا هیروکی
- توشیرو میفونه
- تاتسویا ناکادای
- یوروزویا کینوسوکه
- دنجیرو اوکوچی
- اوتومو ریوتارو
- هیرویوکی سانادا
- تتسورو تامبا
- تومیسابورو واکایاما
- کن واتانابه

## کارگردانان
- کینجی فوکاساکو
- هیدئو گوشا
- ایتو دایسوکه
- کن ایچیکاوا
- هیروشی ایناگاکی
- ماساکی کوبایاشی
- آکیرا کوروساوا
- میزومی کنجی
- کی‌هاچی اوکاموتو
- کانه‌تو شیندو
- ماساهیرو شینودا
- تاکشی کیتانو
- یامادا یوجی
- یاماناکا سادائو